# 浅春観測
浅春観測（せんしゅんかんそく）は、鳥谷コウによる日本のボーイズラブ漫画である。
pixivコミックに於ける竹書房の女子向けレーベル「banB!」にて、二章となる続編『浅春観測〜14歳と16歳〜』を連載。2022年9月より最終章の連載が決定している。

## あらすじ
中高一貫校に通う雀松遥は、進級した学期初めに、最寄り駅のベンチで眠りこけている同じ中学の制服を着たサイズの合わない新入生の八谷鷲人と出会った。鷲人の隙の多さと遥自身の世話好きな性格が相俟って、鷲人の面倒をよく見るようになった。遥はいつも鷲人のことを心配し、また会話の話題もそれっきりになったことや対応の不公平さが原因で、付き合っていた彼女にフラれてしまった。遥の元彼女は昼休みに鷲人を突撃してビンタを食らわせ去っていった。何が起きたかわからない鷲人は屋上で遥によってその理由の説明を受けたが、その帰り、遥との身長差階段二つ分を越したら伝えたいことがあると宣言した。遥はその宣言に動揺を隠せずも、次第に成長していく鷲人の様子を見守り続けた。二人の心の距離は成長と共に少しずつ縮まっていく。

## 登場人物

### 主要人物
雀松 遥（わかまつ はるか）
4月3日生まれ。物語開始時、中学3年生。
吹奏楽部所属で、担当楽器はトロンボーン。鷲人からは雀さん（わかさん）と呼ばれている。
八谷 鷲人（はちや しゅうと）
9月8日生まれ。物語開始時、中学1年生。
八谷家の四男（末っ子）。野球部所属で、ポジションはショート。遥からは鷲（しゅう）と呼ばれている。

### 学校の友人たち
五十嵐 桔平（いがらし きっぺい）
5月15日生まれ。物語開始時、中学1年生。
野球部所属で、ポジションはセカンド。空気が読めないタイプ。鷲人の友人。

### 主要人物の家族
雀松 浬（わかまつ かいり）
遥の妹。
八谷 朝鷹（はちや あさたか）
八谷家の長男。8月20日生まれ。物語開始時、大学3年生。
大学では野球サークルに所属している。鷲人からは鷹兄（たかにい）と呼ばれている。
八谷 兼李（はちや けんり）
八谷家の双子の次男。6月1日生まれ。物語開始時、高校1年生。
運動神経は抜群。モテない。
八谷 蕃李（はちや ばんり）
八谷家の双子の三男。6月1日生まれ。物語開始時、高校1年生。
運動神経は抜群。モテる。

## 書誌情報
- 鳥谷コウ『浅春観測』竹書房〈バンブーコミックス〉、全3巻
  1. 「浅春観測」2021年7月15日発売[* 3][* 4]、ISBN 978-4-8019-7353-4
  2. 「浅春観測〜14歳と16歳〜」2022年8月18日発売[* 5]、ISBN 978-4-8019-7811-9
  3. 「浅春観測〜桜舞う君と〜」2023年8月17日発売[* 6]、ISBN 978-4-8019-8120-1